# Mein neuer Alter
Mein neuer Alter ist eine deutsche Doku-Soap, die auf RTL II ausgestrahlt wird.

## Moderatoren
Die erste Pilotfolge 2010 wurde noch von Jörg Krusche moderiert. Danach folgte Hauptmoderator Detlef „Det“ Müller, der sich 2016/17 (Folge 41–60) mit Sidney Hoffmann abwechselte, von 2017 bis 2020 mit Lina van de Mars (Folge 64–94) und ab 2021 (Folge 114) mit der Kfz-Sachverständigen Karola Becker. Seit 2023 ist Sidney Hoffmann wieder dabei und Detlef Müller ausgestiegen. Immer öfter wirkt als Verkäufer des neuen Gebrauchtfahrzeugs auch der Feldkirchener Nutzfahrzeughändler Rudi Dietl mit, der auch aus anderen Reality-Formaten bekannt ist.

## Konzept
Für den Bewerber zur Beschaffung eines anderen Gebrauchtwagens wird eine gewisse Notlage dargestellt, wobei hier z. B. ein entfernter Studienort schon ausreicht. Der Bewerber gibt sein bisheriges Fahrzeug, das in schlechtem Zustand oder für die Nutzung durch den Bewerber nicht mehr geeignet ist, zum Verkauf durch den Moderator ab, zusammen mit etwas Bargeld zur Erhöhung der Kaufsumme. Meist wird dann ein Fahrzeug besichtigt, für das das vorhandene Budget ausreicht, das aber in keinem ausreichend guten Zustand ist. Daraufhin wird entweder ein Zwischenhandel durch den Moderator getätigt (An- und Verkauf eines Gebrauchtwagens mit Gewinn), oder direkt zur Spendenaktion übergeleitet, bei der unter Mitwirkung des Moderators und des Bewerbers durch bestimmte Dienstleistungen (Fahrzeugbegutachtung, Aufbereitung, aber auch Rockkonzert) die fehlende Summe für einen Gebrauchtwagen in gutem Zustand generiert wird.

## Produktion und Ausstrahlung
Bevor die Sendung das erste Mal ausgestrahlt wurde, wurden am 18. Juli 2010 und 23. September 2012 zwei Pilotfolgen gezeigt. Die erste Folge wurde offiziell am 19. August 2012 auf RTL 2 ausgestrahlt.